# Pseudanthias mooreanus
Pseudanthias mooreanus är en fiskart som först beskrevs av Herre, 1935.  Pseudanthias mooreanus ingår i släktet Pseudanthias och familjen havsabborrfiskar. Inga underarter finns listade i Catalogue of Life.